# Ilex intricata
Ilex intricata là một loài thực vật có hoa trong họ Aquifoliaceae. Loài này được Hook.f. mô tả khoa học đầu tiên năm 1875.